# Tiếng Ume Sami
Ume Sámi (ubmejesámiengiälla, tiếng Na Uy: umesamisk, tiếng Thụy Điển: umesamiska) là một ngôn ngữ Sami được nói tại Thụy Điển và Na Uy. Nó là một ngôn ngữ bị đe dọa với khoảng 10-20 người bản ngữ. Nó được nói ở đồng bằng Sông Ume tại Arjeplog, Sorsele và Arvidsjaur..